# 杨生半内生钩丝壳
杨生半内生钩丝壳（学名：Pleochaeta populicola）是属于白粉菌目白粉菌科半内生钩丝壳属的一种真菌，寄生在杨属植物上。该种分布于中国。